# Adjuma

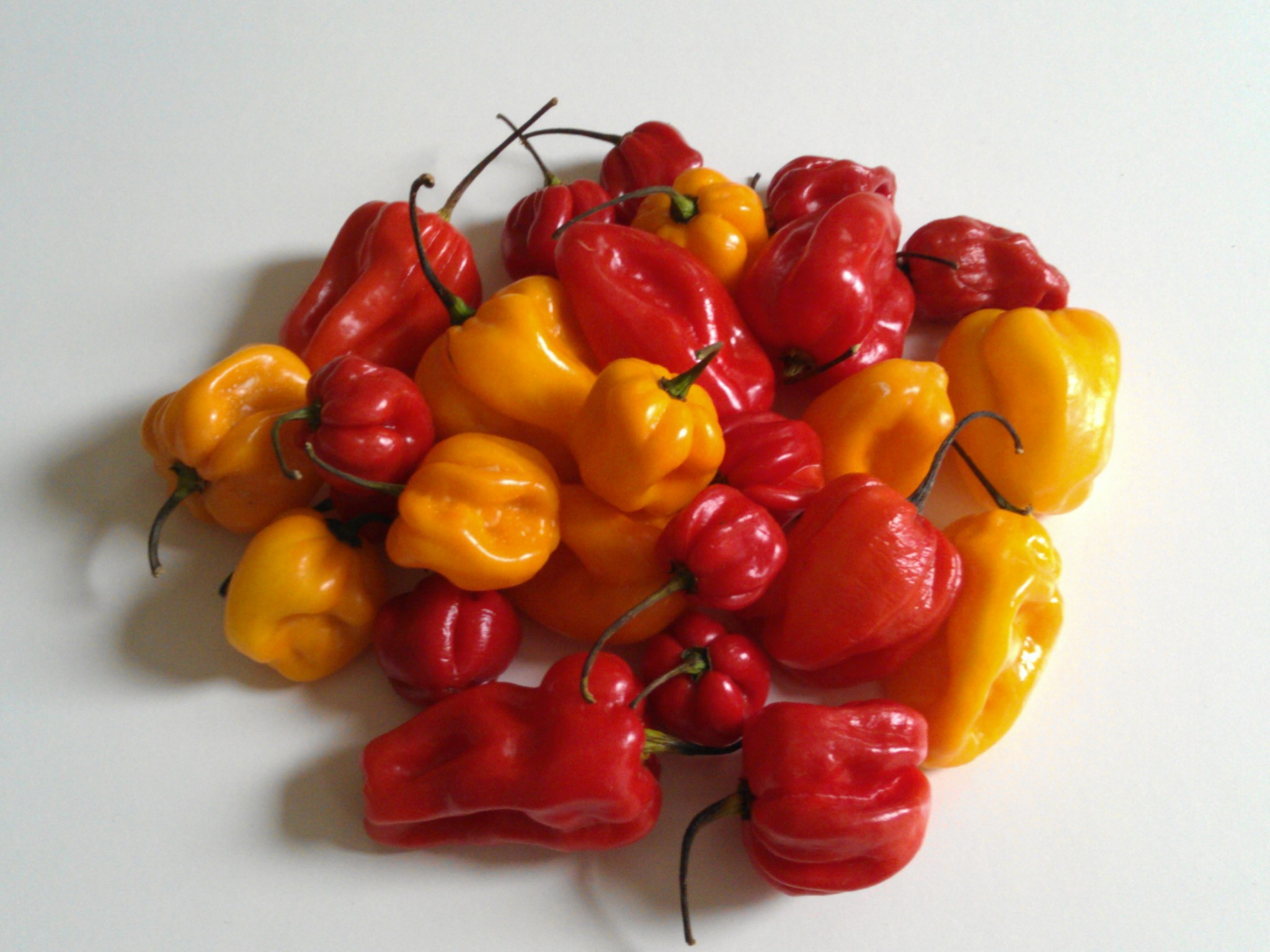
Adjuma

Adjuma of Aji Umba (Capsicum chinense) is een hete peper. Op de Scovilleschaal haalt de adjuma 100.000 tot 400.000.
Er zijn rode en gele varianten. De planten worden ongeveer 70 cm hoog en de vruchten kunnen 4 tot 6 cm worden.
De adjuma wordt soms ten onrechte verkocht als Madame Jeanette.